# 大和田彩乃
大和田 彩乃（おおわだ あやの）は、日本の女性アニメーター、キャラクターデザイナー。

## 経歴
WHITE FOXが制作する作品にて原画や動画を担当。その後のキャリアでは、いわゆる"イケメンアニメ"に関わる機会が多かった。『アイドルマスター シンデレラガールズ劇場 3rd SEASON』以降は、主にレスプリを拠点に活動している。
大和田は2019年放送のテレビアニメ『上野さんは不器用』にて、初めてキャラクターデザインを担当した。これまで作画監督としての経験は積んできていたものの、キャラクターデザインは作画スタッフの中心的存在として作画の正解を示す重要な役割を担うため、当初は苦手意識を抱いていた。実際、最初のラフ段階では、グチャグチャになるほど何度も描き直しを重ねていたという。完成した映像に対しては、初のキャラクターデザイン作品ということもあり、「個人的にはちょっと薄目で見たい」と述べている。

## 参加作品

### テレビアニメ
2009年
- ティアーズ・トゥ・ティアラ（原画・原画協力・動画）

2010年
- 刀語（原画）
- 会長はメイド様!（原画）
- みつどもえ（第二原画）
- 黒執事II（第二原画）
- 荒川アンダー ザ ブリッジ×ブリッジ（原画）

2011年
- STEINS;GATE（原画・第2原画・第2原画協力）
- THE IDOLM@STER（原画）

2012年
- 謎の彼女X（第二原画）
- ヨルムンガンド（原画・動画）
- 緋色の欠片（原画・第二原画）
- 薄桜鬼 黎明録（原画）
- ヨルムンガンド PERFECT ORDER（原画）
- 緋色の欠片 第二章（作画監督・原画）
- アルカナ・ファミリア -La storia della Arcana Famiglia-（原画）
- リトルバスターズ!（原画）

2013年
- うたの☆プリンスさまっ♪ マジLOVE2000%（作画監督・メインテーマアニメーション原画）
- ヘタリア The Beautiful World（原画）
- はたらく魔王さま!（OP原画）
- BROTHERS CONFLICT（作画監督・作画監督補佐）
- 八犬伝—東方八犬異聞—（第2期、総作画監督・作画監督・原画）
- メガネブ!（作画監督）

2014年
- そにアニ -SUPER SONICO THE ANIMATION-（作画監督・OP原画）
- 金色のコルダ Blue♪Sky（作画監督・原画）
- 黒執事 Book of Circus（作画監督・ED原画）
- LOVE STAGE!!（原画・OPED原画）
- 少年ハリウッド -HOLLY STAGE FOR 49-（プロップデザイン・OP原画）
- PSYCHO-PASS サイコパス 2（作画監督）

2015年
- アルスラーン戦記（ED原画）
- 食戟のソーマ（原画・ED原画）
- アイドルマスター シンデレラガールズ（作画監督補佐）
- DIABOLIK LOVERS MORE,BLOOD（OP原画）

2016年
- 昭和元禄落語心中（プロップデザイン・作画監督補佐）

2018年
- アイドルマスター シンデレラガールズ劇場（3rd SEASON、総作画監督）

2019年
- 上野さんは不器用（キャラクターデザイン・作画監督・原画・ED原画）
- アイドルマスター シンデレラガールズ劇場 CLIMAX SEASON（作画監督・第二原画）

2022年
- からかい上手の高木さん3（作画監督・作画）

2023年
- ビックリメン（キャラクターデザイン・総作画監督）

2024年
- ただいま、おかえり（総作画監督・作画監督・原画）
- 黄昏アウトフォーカス（マンガデザイン・総作画監督・OP原画・第二原画）

2025年
- 雨と君と（キャラクターデザイン・総作画監督）
- 美男高校地球防衛部ハイカラ!（OP原画）

### 劇場アニメ
- 劇場版 STEINS;GATE 負荷領域のデジャヴ（2013年、作画監督協力・原画）
- 劇場版 世界一初恋 〜横澤隆史の場合〜（2014年、原画）
- イエスかノーか半分か（2020年、キャラクターデザイン[5]）

### OVA
2012年
- さんかれあ（第二原画）
- タイトロープ（原画）

2014年
- BROTHERS CONFLICT（原画）
- みツわの（プロップデザイン・原画・ED原画）

### Webアニメ
2019年
- 雀魂-じゃんたま- アカギコラボ記念アニメPV（作画監督）
- 雀魂-じゃんたま- 2周年記念アニメPV（原画）

2023年
- 大奥（総作画監督・作画監督・原画）